# Walter Mantegazza
Walter Mantegazza (17 giugno 1952 – 20 giugno 2006) è stato un calciatore uruguaiano, di ruolo centrocampista.

## Palmarès

### Club

#### Competizioni nazionali
- Campionato uruguaiano: 2

Nacional: 1971, 1972
- Campionato messicano: 1

Tigres UANL: 1977-1978

#### Competizioni internazionali
- Coppa Libertadores: 1

Nacional: 1971
- Coppa Intercontinentale: 1

Nacional: 1971
- Coppa Interamericana: 1

Nacional: 1971